# Margaret Ekua Prah
Margaret Ekua Prah là một nhà ngoại giao Ghana và là thành viên của Đảng Yêu nước mới của Ghana. Cô hiện là đại sứ của Ghana tại Zambia.

## Đại sứ bổ nhiệm
Vào tháng 7 năm 2017, Tổng thống Nana Akuffo-Addo đã chỉ định Margaret Prah làm đại sứ của Ghana tại Zambia. Cô là một trong số hai mươi hai người Ghana nổi tiếng khác, những người được chỉ định đứng đầu nhiều nhiệm vụ ngoại giao của Ghana trên thế giới.